# Monsempron-Libos
Monsempron-Libos är en kommun i departementet Lot-et-Garonne i regionen Nouvelle-Aquitaine i sydvästra Frankrike. Kommunen ligger i kantonen Fumel som tillhör arrondissementet Villeneuve-sur-Lot. År 2022 hade Monsempron-Libos 2 104 invånare.

## Befolkningsutveckling
Antalet invånare i kommunen Monsempron-Libos
| Referens: INSEE |